# Jacek Jarczewski
Jacek Józef Jarczewski (ur. w 1962 w Rawiczu) – polski malarz.

## Życiorys
Pochodzi z rodziny herbu Nałęcz. Absolwent Państwowego Liceum Sztuk Plastycznych we Wrocławiu, oraz Państwowej Wyższej Szkoły Sztuk Plastycznych we Wrocławiu (obecne Akademia Sztuk Pięknych im. Eugeniusza Gepperta we Wrocławiu) na wydziale malarstwa, grafiki i rzeźby. 
Dyplom z wyróżnieniem obronił w 1988 z malarstwa i projektowania malarstwa w architekturze i urbanistyce, w pracowniach: prof. S.R. Kortyki i prof. M. Zdanowicza. 
Profesor nadzwyczajny i kierownik Katedry Malarstwa Architektonicznego i Multimediów Akademii Sztuk Pięknych im. Eugeniusza Gepperta we Wrocławiu. Prowadzi pracownię technik malarskich i rysunkowych oraz działań innowacyjnych.
Uprawia malarstwo sztalugowe, ścienne oraz projektowanie witraży. Jako kurator zorganizował 16 międzynarodowych i ogólnopolskich, zbiorowych wystaw plastycznych, 14 konferencji i seminariów naukowych oraz kilkadziesiąt wystaw indywidualnych.
Od początku pracy artystycznej tworzy autorską technikę malarską nazwaną malarstwem haptycznym, którego zadaniem jest uruchomienie zmysłu dotyku w pełnym odbiorze obrazu. 
Został odznaczony Srebrnym (2004) i Złotym (2022) Krzyżem Zasługi. 